# Balatonfüred
Balatonfüred – nieduże miasto wypoczynkowe na Węgrzech, położone na północnym brzegu Balatonu, na wschód od Tihany. Miejscowość liczy niespełna 13,6 tys. mieszkańców (2011).
Tworzy region winiarski: Balatonfüred – Csopak

## Uzdrowisko
Zabiegi lecznicze w tutejszych wodach mineralnych zaczęto stosować od roku 1722. Do gości leczących się należał m.in. poeta indyjski Rabindranath Tagore. Z przystani w Balatonfüred w roku 1846 wyruszył pierwszy na Balatonie statek parowy. W części nadbrzeżnej znajdują się liczne domy wypoczynkowe budowane w okresie gospodarki centralnie planowanej (np. dom wypoczynkowy fabryki Ikarus), natomiast na stromych stokach wzgórz nad miastem mniejsze pensjonaty i domki letniskowe. Liczne restauracje i gospody. Z tych okolic pochodzą białe wina, z gatunkiem Olaszriesling na czele.

## Miasta partnerskie
- Germering
- Castricum
- Kouvola
- Opatija
- Covasna